# Municipio de Union (condado de Saunders)
El municipio de Union (en inglés: Union Township) es un municipio ubicado en el condado de Saunders en el estado estadounidense de Nebraska. En el año 2010 tenía una población de 1682 habitantes y una densidad poblacional de 23,74 personas por km².

## Geografía
El municipio de Union se encuentra ubicado en las coordenadas 41°15′22″N 96°24′55″O / 41.25611, -96.41528. Según la Oficina del Censo de los Estados Unidos, el municipio tiene una superficie total de 70.85 km², de la cual 67,93 km² corresponden a tierra firme y (4,12 %) 2,92 km² es agua.

## Demografía
Según el censo de 2010, había 1682 personas residiendo en el municipio de Union. La densidad de población era de 23,74 hab./km². De los 1682 habitantes, el municipio de Union estaba compuesto por el 98,16 % blancos, el 0,65 % eran afroamericanos, el 0,12 % eran amerindios, el 0,36 % eran asiáticos, el 0,3 % eran de otras razas y el 0,42 % eran de una mezcla de razas. Del total de la población el 1,43 % eran hispanos o latinos de cualquier raza.